# Batocera lethuauti
Batocera lethuauti là một loài bọ cánh cứng trong họ Cerambycidae.